# Arthur Hartmann
Arthur Wilhelm Hartmann (* 1. Januar 1849 in Heidenheim (Baden-Württemberg); † 28. August 1931 in Berlin) war ein deutscher HNO-Arzt und Hochschullehrer.

## Leben und Wirken
Arthur Hartmann war der Sohn von Paul Hartmann, einem Baumwollspinnerei-Unternehmer aus Heidenheim und dem Gründervater der heutigen Hartmann-Gruppe. Seine Mutter war die geborene Friederike Tröltsch (1822–1893). Arthur hatte noch drei Brüder, Paul jun., Albert und Oscar Hartmann. Er studierte Medizin in Tübingen, Freiburg im Breisgau und Leipzig. Während seiner Studienzeit in Tübingen trat er der Burschenschaft Germania Tübingen bei, wo er sich als exzellenter Fechter auszeichnete. Während der Kriegsereignisse von 1870–1871 unterbrach er sein Studium, um sich als Sanitätsunteroffizier im Württembergischen Sanitätskorps freiwillig zu verpflichten. Diese Kriegserlebnisse und insbesondere der Mangel an geeignetem Verbandsmaterial führte dazu, dass er seinen Vater von der Produktion von Verbandwatte und später weiteren Verbandsmaterialien überzeugen konnte.
Seine Approbation erwarb er im Jahre 1873 in Leipzig. Anschließend war er für zwei Jahre Militärarzt in Stuttgart. Im Jahre 1875 fasste er den Entschluss, Hals-Nasen-Ohrenarzt zu werden und nahm seine ärztliche Tätigkeit in Wien bei dem Otologen Adam Politzer und Josef Gruber auf. Ferner praktizierte er bei den Laryngologen Johann Schnitzler und Leopold von Schrötter. Auch der Anatomie galt in dieser Zeit sein besonderes Interesse. Dann folgten Studienaufenthalte in England und Frankreich.
Im Jahre 1876 eröffnete er in Berlin eine Praxis und später eine Privatklinik in der Karlstraße, die außerordentlich großen Zuspruch fand. Er entwickelte eine Reihe von Instrumenten, etwa für die vordere Nasenspiegelung (Rhinoscopia anterior) ein Nasenspekulum sowie die nach ihm benannte Fremdkörperzange nach Hartmann und das 1878 von ihm vorgestellte Akumeter. Mit dieser technischen Entwicklung zählte er zu den Pionieren der Audiometrie, seine Entwicklung war eine Kombination der Helmholtzschen elektrischen Stimmgabel und des Bellschen Telefonhörers.
Im Jahre 1902 wurde er Hochschulprofessor und 1909 ernannte man ihn zum Geheimen Sanitätsrat.
1906, ein Jahr nach der Gründung des Rudolf-Virchow-Krankenhauses in Berlin, wurde dort eine HNO-Abteilung eröffnet, die sich zu der größten ihrer Art im Deutschen Reich entwickelte. Dirigierender Arzt dieser Abteilung wurde Hartmann, Gustav Killian begann seine Laufbahn unter Hartmann. Er war einer seiner Assistenten in der Poliklinik. Die Funktion als dirigierender Arzt hatte Hartmann bis 1911; sein Nachfolger wurde Hans Claus (1873–1938), der diese Aufgabe von 1911 bis 1938 weiterführte.
Um das Jahr 1908 ging Hartmann zur Weiterbildung und um seine Behandlungsmöglichkeiten auszudehnen, zu Ottokar von Chiari nach Wien um sich mit der Laryngologie intensiver vertraut zu machen.
Er heiratete Johanna Blankertz (1860–1940), die Tochter des Fabrikanten Heinrich Siegmund Blanckertz. Aus dieser Verbindung gingen zwei Töchter hervor, Friederike Wilhelmine Ruth (* 1883) und Dora Wilhelmine Hartmann (* 1890).
Neben seinen praktisch ärztlichen Tätigkeiten hielt er zwischen 1881 und 1894 Kurse in seinen Spezialgebieten der Oto- und Laryngologie, auch in englischer und französischer Sprache, ab und war darüber hinaus hierin forschend tätig. Später wurde er leitender Arzt der rhino-laryngologischen Abteilung des Rudolf-Virchow-Krankenhauses in Berlin. Im Jahre 1892 war er an der Gründung der Deutschen Otologischen Gesellschaft beteiligt. Im Jahre 1902 wurde er zum Professor ernannt, im Jahre 1909 verlieh man ihm den Titel eines Geheimen Medizinalrats.

## Werke (Auswahl)
- Die Krankheiten des Ohres. Fischer, 1892
- Atlas der Anatomie der Stirnhöhle, der vorderen Siebbeinzellen und des Ductus nasofrontalis; mit erläuterndem Texte und Bemerkungen über die Behandlung der Stirnhöhleneiterung. Bergmann,  Wiesbaden 1900
- Lehr- und Lernbuch für Schwerhörige zur Erlernung des Absehens vom Munde. Bergmann, Wiesbaden 1909